# Церква Дванадцяти апостолів
41°01′11″ пн. ш. 28°56′59″ сх. д. / 41.019722222222° пн. ш. 28.949722222222° сх. д.

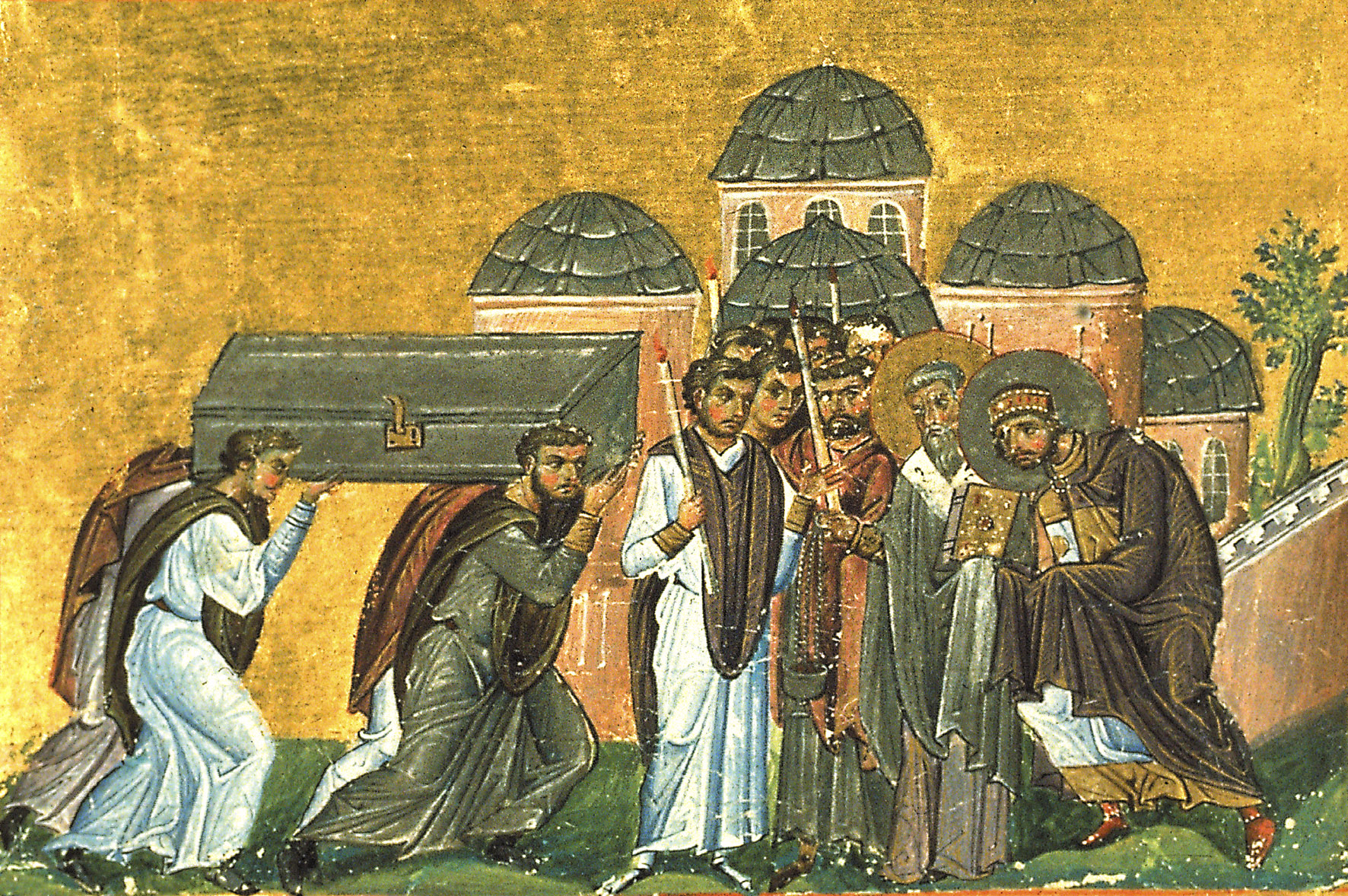
Церква Дванадцяти апостолів на тлі візантійської мініатюри 985 р. Мінологій імператора Василя ІІ. Ватиканська бібліотека, Рим.

Церква Дванадцяти апостолів або Церква Святих апостолів (дав.-гр. Ἅγιοι Ἀπόστολοι) — відома у столиці Візантійської імперії церква, що посідала друге місце за значенням після Софійського собору (знищена 1461 року і забудована мечеттю).
Престольне свято: 13 липня на честь Собору святих славних і всехвальних 12 апостолів Христових.

## Історія
Первісну церкву 12-ти апостолів датують 330 роком за часів правління імператора Костянтина І Великого, котрий заснував нову столицю в місті Візантії. В рік смерті імператора (337 р. н. е.) церква стояла недобудованою. Будівництво завершили за його сина і спадкоємця престолу Констанція ІІ. За наказом сина батька перепоховали в новій церкві. За первісним планом в церкву мали перенести всі мощі дванадцяти апостолів. Згодом сюди змогли перенести лише мощі Св. Андрія, Св. Луки та Св. Тимофія, бо прагнення зібрати всі мощі в одному храмі виявилось нереалістичним. Тому церкву мимоволі стали вважати церквою лише цих апостолів, а її назву скорегували до Церкви Святих апостолів.
В добу правління Юстиніана І стара церква вважалась замалою і її перебудували. Відомо, що причетними до нового проекту і побудови великої церкви були архітектори Анфемій Траллський та Ісидор Мілетський , уславлені майстри, що побудували Софійський собор. Але новий храм мав власний план і власний архітектурний образ, не схожий на план і архітектурні форми Софійського собору. Так, храм мав центричну композицію у вигляді грецького хреста, кожне рамено якого вінчала баня, а центральна, п'ята, баня була вища за інші. Нову церкву висвятили 28 червня 550 року. Сюди перенесли поховання Костянтина Великого та мощі трьох апостолів. Для імператора Юстиніана та його родини створили окремий мавзолей в північному трансепті церкви.
За століття існування церква Святих апостолів на центральній вулиці столиці накопичила як низку християнських реліквій, так і коштовні вироби із золота, срібла, коштовного каміння тощо. Саме сюди перенесли і мощі святителя Івана Златоуста, що відбилось в створенні мініатюри 985 р. в монології імператора Василя ІІ. (Нині Ватиканська бібліотека, Рим). Церква Св. апостолів була ремонтована, та, ймовірно, збільшена в 9 столітті за наказом імператора Василя I. В 10 столітті Константин Родоський створив віршований «Опис церкви Св. апостолів», котрий мав посвяту імператору Константину VII.

## Меморіал візантійських імператорів і патріархів
Практично сімсот років церква Святих апостолів була меморіалом візантійських імператорів та їх родин, а також константинопольських патріархів. Якщо Софійський собор розмістили в найстарішій частині міста, церква Св. апостолів опинилась в центрі нових районів візантійської столиці і практично відігравала роль головного храму міста.

## Десятиліття поневірянь і руйнація
Всі храми візантійської столиці і її палаци пройшли через роки кризи, пожежі, перебудови і спустошення. Не оминула цього і церква Св. апостолів. 1204 року під час Четвертого хрестового походу Константинополь захопили західноєвропейські і венеційські лицарі і практично спустошили місто. Серед пограбованих і сплюндрованих була і церква Св. апостолів. Історик Никита Хоніат зафіксував пограбування церкви та могил візантійських імператорів. Серед пограбованих була і могила імператора Юстиніана. Хрестоносці відкрили поховання імператора Іраклія і витягли золотий вінець базилевса разом із волоссям, що налипло на вінець. Лише частка скарбів церкви була вивезена в Венецію і передана у собор Святого Марка, побудованого колись запрошеними візантійськими будівничими за зразком саме церкви Св. апостолів. На землях центральної частини колишньої Візантії було створено декілька дрібних імперій, переданих в управління шляхетним лицарям. Константинополь майже на 60 років став столицею Латинської імперії. Спритні венеційці захопили собі всі чорноморські протоки, остови Крит і південний схід Греції, чим випередили тодішніх власних конкурентів із Генуї.
Візантійські імператори і патріархи, всі патріотично налаштовані візантійці скупчились в місті Нікея. Нікейські греки розробляли плани відновлення імперії та відвоювання Константинополя, котрий візантійці волали повернути собі будь що. Лише 1261 року за допомогою ворогів Венеції із Генуї цей план реалізували, скориставшись слушним моментом. Але ні відбити у венеційців захоплені землі і острови, ні відновити імперію в колишніх кордонах не вдалося.
В пам'ять про відвоювання Константинополя імператор Михайло VIII Палеолог наказав створити образ свого небесного патрона Михаїла Архангела і передав того в відремонтовану церкву Св. апостолів. Церкву наново ремонтували за імператора Андроніка ІІ Палеолога на початку 1300-х рр., але згодом вона занепала через зростання економічної кризи в державі і значне скорочення мешканців міста. Христофор Буондельмонті із Флоренції відвідав столицю і зафіксував занепалий храм 1420 року.
1453 року Константинополь був завойований турками-османами. Його роблять столицею нової Османської імперії, котра швидко збільшує власні землі за рахунок нових захоплень. Софійський собор перетворюють на мечеть, а візантійському патріарху та православним грекам віддають занепалу церкву Святих апостолів. Згодом поруйнована церква опинилась в районі міста, де оселились турки-мусульмани, котрим була потрібна власна мечеть. За наказом султана Мехмеда ІІ патріархом став грек Геннадій Схоларій. Вороже ставлення мусульман до греків спонукало Геннадія Схоларія покинути поруйнований храм в мусульманському кварталі і перенести службу в церкву Св. Марії Паммакарістос у квартал Карсамба.
Руїни християнської церкви розібрали 1462 року. На 11 гектарах вивільненої площі в період 1463-1470 рр. розпочали будівництво мечеті Фатіх (мечеть Завойовника), найкращої споруди Стамбула. Її значно пошкодив землетрус 1766 року, після чого мечеть відновили. Територію колишньої церкви Св. апостолів мечеть займає донині.